# Zwickauer Land
Zwickauer Land là một huyện cũ ở tây nam của Bang tự do Sachsen, Đức. Các huyện giáp ranh (từ phía đông bắc theo chiều kim đồng hồ) là: Chemnitzer Land, Stollberg, Aue-Schwarzenberg, Vogtlandkreis, các huyện Greiz và Altenburger Land ở Thüringen. Thành phố không thuộc huyện Zwickau nằm ở trung tâm huyện này và gần như được huyện bao quanh.
Tháng 8 năm 2008, trong cuộc cải cách các huyện ở Sachsen, các huyện Zwickauer Land, Chemnitzer Land và thành phố Zwickau được sáp nhập vào huyện mới Zwickau.
Huyện tọa lạc ở Dãy núi Erzge (Erzgebirge), sông chính ở đây là Zwickauer Mulde và Pleiße.

## Thị xã và đô thị
| Thành phố                                                                            | Đô thị |
| ------------------------------------------------------------------------------------ | --- |
| 1. Crimmitschau 2. Hartenstein 3. Kirchberg 4. Werdau 5. Wildenfels 6. Wilkau-Haßlau | 1. Crinitzberg 2. Dennheritz 3. Fraureuth 4. Hartmannsdorf bei Kirchberg 5. Hirschfeld 6. Langenbernsdorf 7. Langenweißbach 8. Lichtentanne 9. Mülsen 10. Neukirchen 11. Reinsdorf |